# نيكول كاسيل
نيكول كاسيل (بالإنجليزية: Nicole Kassell؛ مواليد 1972) هي مخرجة سينمائية وتلفزيونية أمريكية اشتهرت بعملها في أفلام مثل الحطاب وعلى التلفزيون في مسلسلات مثل الباقون وواتشمن.
في يناير 2020، فازت كاسيل بجائزة نقابة المخرجين الأمريكيين لإخراجها حلقة «إنه الصيف ونحن نفد من الجليد» في مسلسل واتشمن.

## وصلات خارجية
- Nicolekassell.com (بالإنجليزية)
- نيكول كاسيل في قاعدة بيانات الأفلام على الإنترنت (بالإنجليزية)